# Lambda Centauri
Lambda Centauri (λ Cen) – gwiazda w gwiazdozbiorze Centaura, oddalona o około 471 lat świetlnych od Słońca.

## Charakterystyka

Gwiazda Lambda Centauri znajduje się na zachód od Alfy Krzyża Południa

Jest to gwiazda podwójna. Główny składnik układu (λ Cen Aa) to błękitny olbrzym należący do typu widmowego B9 o wielkości obserwowanej 3,13m. Ma on jasność 955 razy większą od Słońca, jego temperatura nie jest pewna, ale pomiary wskazują średnio 10 700 K. Jego promień jest około 10 razy większy niż promień Słońca, a masa ok. 4,5 raza większa od masy Słońca; gwiazda ma około 125 milionów lat. Należy do asocjacji OB dolnego Centaura–Krzyża, grupy podobnych gwiazd powstałych w zbliżonym czasie.
Drugi składnik (λ Cen Ab) to gwiazda zapewne należąca do typu widmowego A o masie około dwukrotnie większej od słonecznej. Jest odległa od większego towarzysza o co najmniej 90 au, jeden pełny obieg wspólnego środka masy zajmuje tym gwiazdom ponad 335 lat.
Ponadto w odległości 14,8 sekundy kątowej (pomiar z  znajduje się trzecia gwiazda (λ Cen B) o wielkości 11,5m. Może to być tylko optyczna towarzyszka układu, ale jeśli jest z nim fizycznie związana, jest zapewne gwiazdą podobną do Słońca oddaloną o co najmniej 2000 au i objegającą centralną parę w czasie co najmniej 34 tysięcy lat.
Wokół układu Lambda Centauri widoczna jest mgławica IC 2944 (zwana też Mgławicą Lambdy Centaura), jednak znajduje się ona 5800 lat świelnych od Słońca i nie jest fizycznie związana z tym systemem gwiezdnym.